# Dosinia zilchi
Dosinia zilchi је врста слановодних морских шкољки из рода Dosinia и породице Veneridae.

## Статус
- Dosinia zilchi Fischer-Piette & Delmas, 1967 - неприхваћен

## Прихваћено име
- Dosinia physema Römer, 1870